# 노워크 (캘리포니아주)

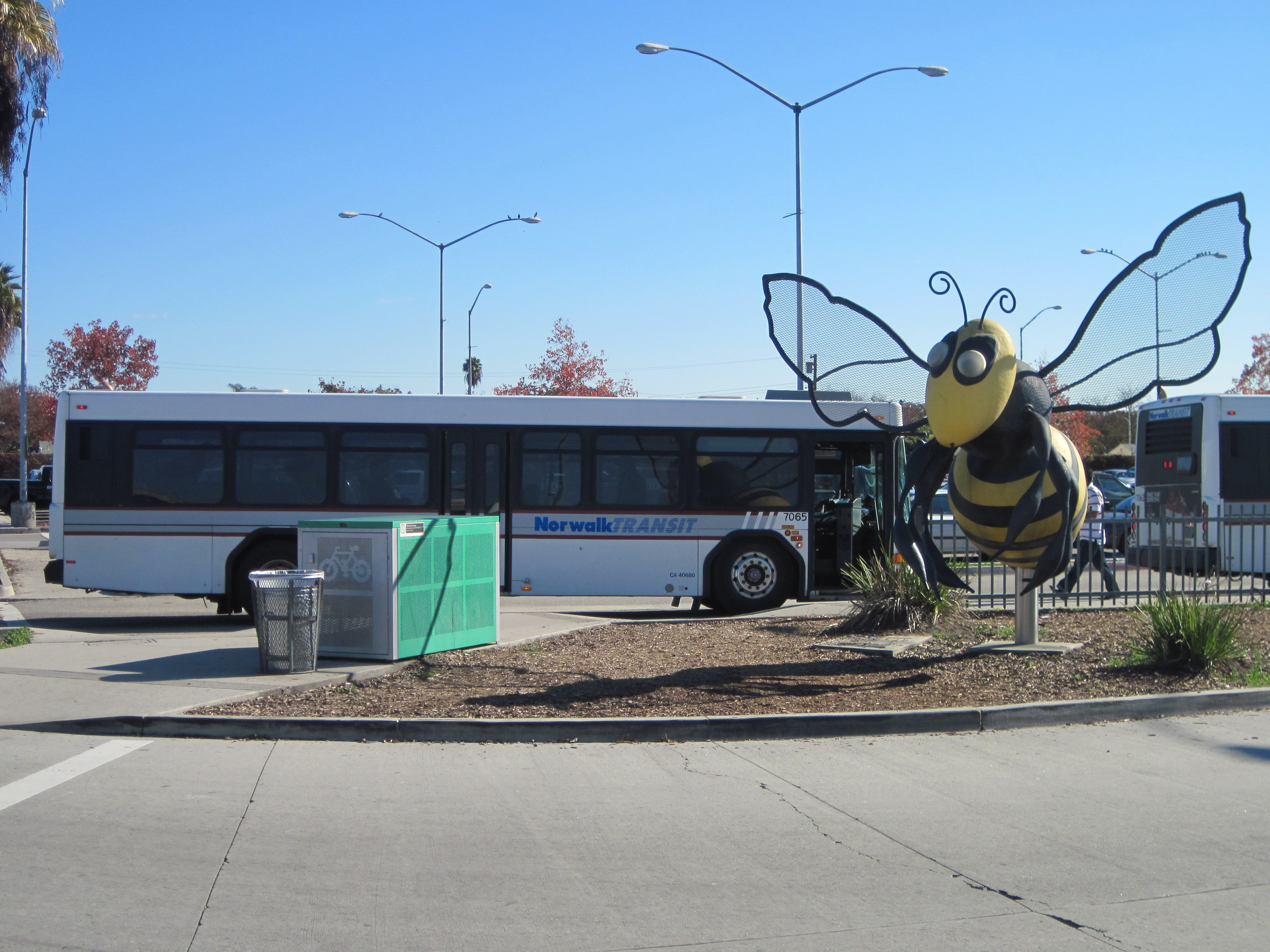
노워크

노워크(영어: Norwalk)는 미국 캘리포니아주의 도시로, 2010년 인구 조사 당시 인구는 105,549명이다. 캘리포니아주에서 인구 밀도가 58번째로 높은 도시이다.
19세기 말에 세워졌다.

## 인구
| 인구조사              | 인구    | Note  | %±    |
| --------------------- | ------- | ----- | ----- |
| 1960년                | 88,739  |       | —     |
| 1970년                | 90,164  |       | 1.6%  |
| 1980년                | 84,901  |       | −5.8% |
| 1990년                | 94,279  |       | 11.0% |
| 2000년                | 103,298 |       | 9.6%  |
| 2010년                | 105,549 |       | 2.2%  |
| 2019 (추산)           | 103,949 | [ 1 ] | −1.5% |
| U.S. Decennial Census |         |       |       |